# Circonscription d'Al Hoceïma
La circonscription d'Al Hoceïma est la circonscriptions législatives marocaines de la province d'Al Hoceïma située en région Tanger-Tétouan-Al Hoceïma. Elle est représentée dans la Xe législature par Taoufik Maimouni, Abdellah El Alaoui, Mohammed Hamdaoui et Abderrahman El Amri.

## Historique des députations
| Législature | Début de mandat  | Fin de mandat    | Députés élus | Députés élus            | Députés élus | Députés élus             | Députés élus | Députés élus         | Députés élus | Députés élus             |
| ----------- | ---------------- | ---------------- | ------------ | ----------------------- | ------------ | ------------------------ | ------------ | -------------------- | ------------ | ------------------------ |
| IXe         | 26 novembre 2011 | 7 octobre 2016   |              | Abdelhak Amghar (USFP)  |              | Mohamed Boudra (PAM)     |              | Nourdin Moudian (PI) |              | Mohamed El Aaraj (MP)    |
| Xe          | 8 octobre 2016   | 8 septembre 2021 |              | Omar Ezzarrad (PAM)     |              | Mohamed Elhamouti (PAM)  |              | Nourdin Moudian (PI) |              | Abdeslam El Yousofi (MP) |
| XIe         | 9 septembre 2021 | ?                |              | Boutahar Boutahri (RNI) |              | Mohamed El Hamouti (PAM) |              | Nourdin Moudian (PI) |              | Mohamed El Aaraj (MP)    |

## Historique des élections

### Découpage électoral d'octobre 2011

#### Élections de 2016
| Parti             | Parti                                         | Voix    | %      | Député(s) élus      |  |
| ----------------- | --------------------------------------------- | ------- | ------ | ------------------- |  |
|                   | Parti authenticité et modernité (PAM)         | 40 868  | 51,61  | Omar Ezzarrad       |  |
| Mohamed Elhamouti | Parti authenticité et modernité (PAM)         | 40 868  | 51,61  |                     |  |
|                   | Mouvement populaire (MP)                      | 9 347   | 11,80  | Abdeslam El Yousofi |  |
|                   | Parti de l'Istiqlal (PI)                      | 9 103   | 11,50  | Nourdin Moudian     |  |
|                   | Union socialiste des forces populaires (USFP) | 7 525   | 9,50   |                     |  |
|                   | Rassemblement national des indépendants (RNI) | 5 941   | 7,50   |                     |  |
|                   | Parti de la justice et du développement (PJD) | 3 770   | 4,76   |                     |  |
|                   | Parti du progrès et du socialisme (PPS)       | 1 116   | 1,41   |                     |  |
|                   | Parti de la renaissance et de la vertu (PRV)  | 736     | 0,93   |                     |  |
|                   | Fédération de la gauche démocratique (FGD)    | 326     | 0,41   |                     |  |
|                   | Mouvement démocratique et social (MDS)        | 233     | 0,29   |                     |  |
|                   | Front des forces démocratiques (FFD)          | 133     | 0,17   |                     |  |
|                   | Parti des Néo-Démocrates (PND)                | 92      | 0,12   |                     |  |
|                   |                                               |         |        |                     |  |
| Inscrits          | Inscrits                                      | 185 023 | 100,00 |                     |  |
| Abstentions       | Abstentions                                   | 105 833 | 57,20  |                     |  |
| Exprimés          | Exprimés                                      | 79 190  | 42,80  |                     |  |

#### Élections de 2021
| Parti       | Parti                                         | Voix    | %      | Député(s) élus     |  |
| ----------- | --------------------------------------------- | ------- | ------ | ------------------ |  |
|             | Parti de l'Istiqlal (PI)                      | 22 902  | 21,91  | Nourdin Moudian    |  |
|             | Rassemblement national des indépendants (RNI) | 19 346  | 18,51  | Boutahar Boutahri  |  |
|             | Parti authenticité et modernité (PAM)         | 14 635  | 14,00  | Mohamed El Hamouti |  |
|             | Mouvement populaire (MP)                      | 14 190  | 13,57  | Mohamed El Aaraj   |  |
|             | Union socialiste des forces populaires (USFP) | 13 702  | 13,11  |                    |  |
|             | Union constitutionnelle (UC)                  | 11 457  | 10,96  |                    |  |
|             | Parti du progrès et du socialisme (PPS)       | 4 426   | 4,23   |                    |  |
|             | Parti de la justice et du développement (PJD) | 1 137   | 1,09   |                    |  |
|             | Front des forces démocratiques (FFD)          | 957     | 0,92   |                    |  |
|             | Parti socialiste unifié (PSU)                 | 820     | 0,78   |                    |  |
|             | Parti vert marocain (PVM)                     | 329     | 0,31   |                    |  |
|             | Parti des Néo-Démocrates (PND)                | 316     | 0,30   |                    |  |
|             | Parti marocain libéral (PML)                  | 160     | 0,15   |                    |  |
|             | Parti de la réforme et du développement (PRD) | 159     | 0,15   |                    |  |
|             |                                               |         |        |                    |  |
| Inscrits    | Inscrits                                      | 198 173 | 100,00 |                    |  |
| Abstentions | Abstentions                                   | 93 637  | 47,25  |                    |  |
| Exprimés    | Exprimés                                      | 104 536 | 52,75  |                    |  |